# جين سمايلي
جين سمايلي (بالإنجليزية: Jane Smiley)‏ (26 سبتمبر 1949، لوس أنجلوس في الولايات المتحدة)؛ كاتِبة، سيناريست، صحفية وروائية أمريكية.

## الجوائز
- برنامج فولبرايت

## روابط خارجية
- جين سمايلي على موقع IMDb (الإنجليزية)
- جين سمايلي على موقع الموسوعة البريطانية (الإنجليزية)
- جين سمايلي على موقع مونزينجر (الألمانية)
- جين سمايلي على موقع إن إن دي بي (الإنجليزية)
- جين سمايلي على موقع قاعدة بيانات الفيلم (الإنجليزية)